# Cyber-Warrior Akıncılar
 (janvier 2019).
Cyber-Warrior Akıncılar (en référence à l'unité Akindji), anciennement Illegal-Port, est un groupe de hackers islamo-nationaliste turc créé en 1999. Pro-Erdoğan, le groupe aurait des liens avec les autorités turques ; ces dernières auraient fait appel à leurs services pour mener des attaques notamment contre RedHack. Les membres d'Akıncılar suivent une hiérarchie militaire et s'attaquent à toute personne ou organisation qu'ils jugent contraire aux intérêts de la Turquie et de l'islam. Ils avaient par exemple piraté le site de Charlie Hebdo en 2011 (pour les dessins de Mahomet) ou encore les sites d'élus français comme Valérie Boyer (à cause du projet de loi contre la négation du génocide arménien). Ils s'en prennent aussi régulièrement à des sites américains et israéliens mais aussi arméniens, grecs et kurdes,,.